# Bahariya

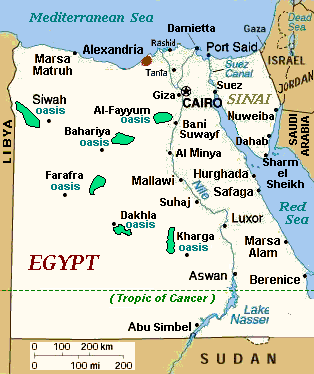
Oasis de Bahariya (al centro).

El oasis de Bahariya (en árabe: الواحات البحرية el-Wahat el-Bahariya, "El oasis del norte" o simplemente Bahariya) es un oasis situado en el desierto occidental de Egipto, en la gobernación de Guiza. 
Dista de El Cairo unos 420 kilómetros, y se encuentra en una depresión oval de alrededor de 2000 km², rodeado de montañas y ricas fuentes. Sus principales productos son guayabas, mangos, dátiles y aceitunas. Dispone de un museo.

## Historia

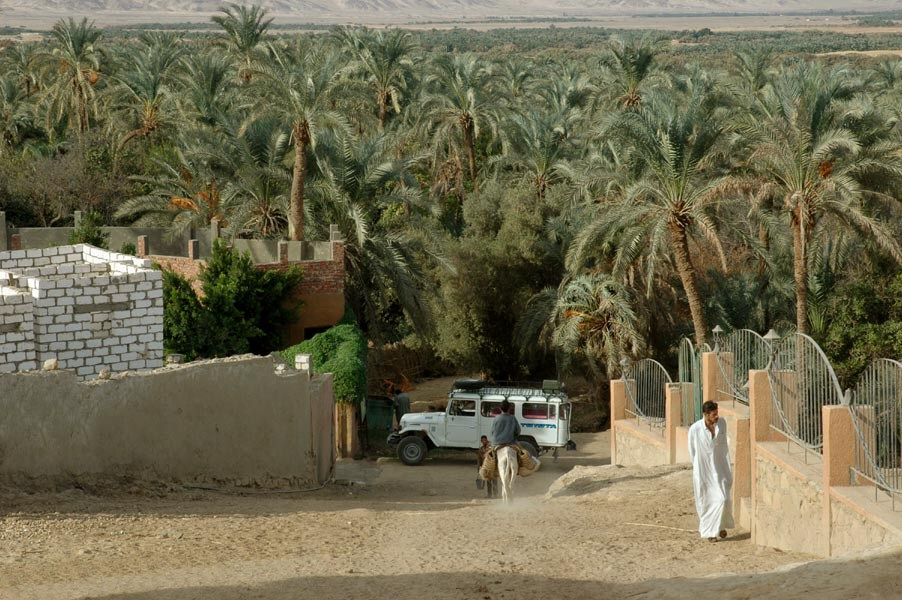
Oasis de Bahariya.

El oasis de Bahariya, habitado desde épocas predinásticas, fue un importante centro agrícola durante la época faraónica, siendo famoso por su vino ya en el Imperio Medio. Durante la dinastía XXVI el oasis floreció como un importante centro agrícola y de comercio. Al final del período griego, tal vez cuando griegos y romanos lucharon por el control de los oasis, los sistemas de riego se redujeron, comenzando el declive económico. En el cuarto siglo, ante la ausencia de tropas romanas, las incursiones de tribus violentas en la región provocaron una disminución de población en varias zonas de los oasis, que fueron anegados por la arena.
En julio de 2022, se descubrió la décima vértebra cervical de una especie de dinosaurio que vivió en la zona de Bahariya hace 98 millones de años. Según los investigadores egipcios, el animal medía seis metros, era carnívoro y tenía la peculiaridad de tener la cara similar a la de un bulldog. Se cree que el abelisáurido vivió en el periodo Cretácico hace aproximadamente entre 145 y 66 millones de años.

## Yacimientos arqueológicos
- Restos de herramientas de piedra del período Paleolítico.
- Tumbas decoradas de gobernantes locales, durante la dinastía XXVI de Egipto.
- Antigua necrópolis greco-romana, en el Valle de las «momias de oro».